# Mapuzaur
Mapuzaur (Mapusaurus) – rodzaj dinozaura reprezentowany przez jeden gatunek, Mapusaurus roseae (Coria & Currie, 2006), to duży późnokredowy karnozaur z grupy karcharodontozaurów, który żył na terenie obecnej Argentyny. Szacuje się, że mógł mierzyć 12,5 metra i ważyć 5 ton. Pierwsze jego skamieniałości odkryto w 1997 roku i już wtedy trafił na czołówki gazet ze względu na to, że znaleziono szczątki kilku osobników obok siebie, co mogło wskazywać na stadny tryb życia tych i spokrewnionych z nimi, innych teropodów. Wydaje się jednak, że bardziej prawdopodobnym może być, że możemy mieć do czynienia z tzw. pułapką tafonomiczną. Kolejne okazy wykopywano w tym samym miejscu do 2001 roku. Najbliższym krewniakiem mapuzaura wydaje się giganotozaur – zaliczono je wspólnie do podrodziny Giganotosaurinae.

największe teropody (mapuzaur pokazany kolorem różowym)